# VW Близнецов
VW Близнецов (лат. VW Geminorum), HD 47883 — одиночная переменная звезда в созвездии Близнецов на расстоянии приблизительно 4995 световых лет (около 1532 парсек) от Солнца. Видимая звёздная величина звезды — от +8,52m до +8,14m.

## Характеристики
Первый компонент — оранжевый гигант, углеродная пульсирующая медленная неправильная переменная звезда (LB) спектрального класса C5,4(Na), или C5,4Ba5, или R8. Масса — около 4,063 солнечных, радиус — около 424,639 солнечных, светимость — около 4805,855 солнечных. Эффективная температура — около 3741 К.
Второй компонент — оранжевый карлик спектрального класса K. Масса — около 737,04 юпитерианских (0,7036 солнечных). Удалён на 2,387 а.е..